# 比薩勝駒
比薩勝駒（日语：ヴィクトワールピサ），是日本純種競賽馬匹。生涯活躍於中長途賽事，於草地及泥地均有良好表現，曾勝出2010年之皋月賞及有馬紀念，亦於2011年成爲首匹勝出杜拜世界盃的日本賽駒。

## 出賽前
2007年3月31日出生於北海道千歲市社台牧場，成長途中被馬主市川義美購入，而社台牧場負責人吉田照哉亦作爲共同馬主擁有部分所有權。
其後交由栗東訓練中心練馬師角居勝彥訓練。

## 競賽生涯

### 2歲
2009年10月25日出戰京都競馬場2歲新馬戰，於武豐策騎下以3/4馬位敗於玫瑰帝國得亞軍。
11月7日隨即出戰2歲未勝利戰，並於其中保持穩定的節奏於第二推進，進入直路後輕鬆地爆發速度拋離後方馬匹3 1/2馬位取得首勝。
其後出戰公開賽京都兩歲錦標，比賽途中順利加速，最終於直路上以輕鬆的姿態擊敗對手在下一城。
12月26日出戰日經電台盃兩歲錦標，比賽開始後前方由A Shin Wezen及Cosmo Phantom帶出，比薩勝駒則一番常態於較後位置追走。通過第四彎道時其隨即開始發力，並於進入直路後開始衝刺，最終成功超越處於前方的Cosmo Phantom，以三連勝的姿態奪得首個分級賽冠軍。

### 3歲
2010年3月7日出戰彌生賞作爲年度首戰，比賽初段其保持於約莫第六的位置逐步推進，但於通過第二彎道後開始減速墮後至中團。進入直路後其一度被困於馬群中間，但於騎師武豐的指示下成功衝出，於最後100米時超越前方的榮進神駒，最終保持優勢下拉開1/2馬位奪冠。
4月18日出戰皋月賞，由於賽前勇奪四連勝並贏得前哨戰彌生賞，其2.3倍獨贏賠率獲得第一人氣。然而由於主戰騎師武豐於3月27日之每日盃策騎The Taiki落馬受傷，因而改由岩田康誠代打策騎。比賽開始後，其於後方位置追走等待時機，但於通過第二彎道後隨即逐步發力爬升至中團位置。進入直路後，其由內欄位置展開加速衝刺，成功超越前方馬匹之餘，亦保持速度抵擋後方萬千寵愛及榮進閃耀的追擊，以1 1/2馬位優勢奪得首個一級賽冠軍。

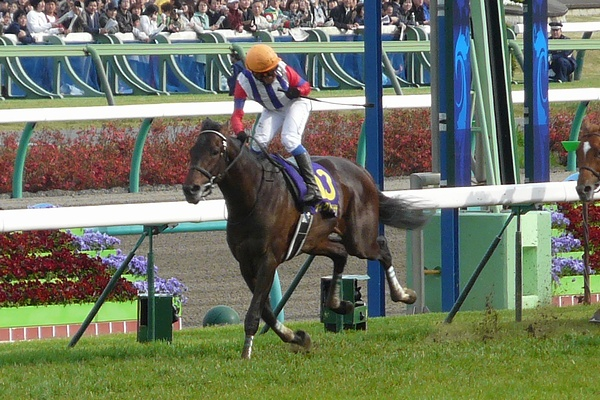
出戰皋月賞的比薩勝駒

5月30日出戰東京優駿（日本打吡），憑藉五連勝的勢頭及皋月賞馬的名號，其於賽前成功獲得第一人氣。然而比賽途中通過第二彎道後一度墮後，進入直路後嘗試開啟二段加速，但仍然於和榮進閃耀及玫瑰帝國的交鋒之中落敗，最終以第三完賽。
完成打吡後練馬師角居勝彥宣佈將安排其遠征法國出戰凱旋門大賽，並於8月19日前往法國準備。
9月12日其出戰當地以及賽尼爾錦標作爲熱身，比賽初段其留守中團位置慢步追走，進入直路後雖然奮力加速衝刺，但於最後200米時突然停止衝刺並有些微失速的表現，最終以第四完賽。
10月3日按照計劃出戰凱旋門大賽，但於進入直路時被阻擋而處於絕對不利的位置。然而此時其展現出堅韌的腳力，雖然無法挽回劣勢，但仍然可以由不利的位置衝出並於二十匹賽駒中跑獲一席第七。
回國後以日本盃作爲首戰，由於原本之主戰騎師武豐選擇策騎其老對手玫瑰帝國，因而主戰騎師變更爲父系新宇宙現役時之主戰騎師杜滿萊。然而此戰杜滿萊一早和來日遠征的此時此地之陣營有約，因比薩勝駒暫時由紀仁安代打策騎。比賽開始後，其重拾出賽初期採用的先行戰術，於領放馬信玄靈駒後方緊追，並一直保持速度之下以領先姿態進入直路。進入直路後，其隨即和後方衝擊而至的玫瑰帝國及迷人景致展開爭奪，最終被對手超越下落敗得第三。
12月26日出戰有馬紀念，正式由杜滿萊執繮。比賽開始後，其於先頭的位置展開推進，於通過第二彎道後開始進佔第二的位置，進入直路後隨即加速並奪得領先。最後200米時，其仍然保持約5馬位的優勢，而此時後方的迷人景致開始殺到，比薩勝駒嘗試保持速度並抵擋至最後一刻，於終點線前兩駒呈現平頭姿態。最終經過6分鐘的照片判定後，賽會宣佈比薩勝駒以6厘米的微小差距獲勝。
年末，由於其爲本年度唯一奪得一級賽兩勝的3歲雄馬，因而於評選中以近乎全票的280票當選最佳3歲雄馬，但於日本馬王評選當中大敗於迷人景致。

### 4歲
2011年首戰爲中山紀念，儘管於比賽途中落後於後方，但於第四彎道後成功抽出外檔加速，最終輕鬆地以2 1/2馬位優勢奪得冠軍。
其後陣營接受阿聯酋方面邀請正式遠征，和迷人景致及創升一同出戰杜拜世界盃。比賽開始後，其於後方位置追走，進入對面直路後開始逐步加速於外檔緊貼領放的創升於第二的位置推進。進入直路後，其隨即表現出優勢的反應開始衝刺，於最後300米取得領先並一路保持至終點奪冠，成爲首匹勝出此賽事的日本賽駒。
完成杜拜世界盃後，其前往香港備戰女皇盃，然而於訓練途中被發現右後腳不良於行以放棄出戰，於4月27日返回日本。
回國後並未出戰國內賽事，而是再度以凱旋門大賽作爲目標，並於8月10日到達當地準備出戰熱身賽福伊錦標。但於8月13日訓練途中，其再度被發現左後腳出現不良於行的情況，其後確診更飛節炎，最終於陣營判斷下決定避戰並返回日本。
休養過後於11月27日出戰日本盃，但始終未能加速衝刺下以第十三大敗。
12月出戰有馬紀念，雖然比賽初段處於第二，但於直路上因失速以最終獲得第八。
賽後陣營宣佈安排其退役，並於2012年1月15日在京都競馬場舉行退役儀式。
年末，由於其遠征阿聯酋奪得勝利，於評選中以129票當選最佳4歲及以上雄馬，但於日本馬王評選中則大敗於奪得經典三冠之黃金巨匠。

### 詳細賽績
| 日期       | 舉辦國家 | 馬場 | 距離     | 級別   | 賽事名稱           | 負重 | 騎師     | 馬號 | 出馬 | 名次 | 時間     | 頭馬（二馬）       |
| ---------- | -------- | ---- | -------- | ------ | ------------------ | ---- | -------- | ---- | ---- | ---- | -------- | ------------------ |
| 25/10/2009 | 日本     | 京都 | 草1800   |        | 2歲新馬            | 55   | 武豐     | 11   | 11   | 2    | 1:49.0   | 玫瑰帝國           |
| 7/11/2009  | 日本     | 京都 | 草2000   |        | 2歲未勝利          | 55   | 武豐     | 9    | 11   | 1    | 2:01.8   | （Field Pegasus）  |
| 28/11/2009 | 日本     | 京都 | 草2000   | OP     | 京都兩歲錦標       | 55   | 武豐     | 4    | 5    | 1    | 2:01.6   | （Meisho Hommaru） |
| 26/12/2009 | 日本     | 阪神 | 草2000   | JpnIII | 日經電台杯兩歲錦標 | 55   | 武豐     | 3    | 15   | 1    | 2:01.3   | （Cosmo Phantom）  |
| 7/3/2010   | 日本     | 中山 | 草2000   | GII    | 彌生賞             | 56   | 武豐     | 1    | 13   | 1    | 2:06.1   | （榮進神駒）       |
| 18/4/2010  | 日本     | 中山 | 草2000   | GI     | 皋月賞             | 57   | 岩田康誠 | 13   | 18   | 1    | 2:00.8   | （萬千寵愛）       |
| 30/5/2010  | 日本     | 東京 | 草2400   | GII    | 東京優駿           | 57   | 岩田康誠 | 7    | 17   | 3    | 2:27.2   | 榮進閃耀           |
| 12/9/2010  | 法國     | 隆尚 | 草2400   | GII    | 尼爾錦標           | 58   | 武豐     | 7    | 7    | 4    | 紀錄缺失 | 百家寶             |
| 3/10/2010  | 法國     | 隆尚 | 草2400   | GI     | 凱旋門大賽         | 56   | 武豐     | 19   | 20   | 7    | 紀錄缺失 | 勞動力             |
| 28/11/2010 | 日本     | 東京 | 草2400   | GII    | 日本盃             | 55   | 紀仁安   | 2    | 18   | 3    | 2:25.2   | 玫瑰帝國           |
| 26/12/2010 | 日本     | 中山 | 草2500   | GI     | 有馬紀念           | 55   | 杜滿萊   | 1    | 15   | 1    | 2:32.6   | （迷人景致）       |
| 27/2/2011  | 日本     | 中山 | 草1800   | GII    | 中山紀念           | 58   | 杜滿萊   | 9    | 12   | 1    | 1:46.0   | （北國隊長）       |
| 26/3/2011  | 阿聯酋   | 美丹 | 膠沙2000 | GI     | 杜拜世界盃         | 57   | 杜滿萊   | 6    | 14   | 1    | 2:05.94  | （創升）           |
| 27/11/2011 | 日本     | 東京 | 草2400   | GI     | 日本盃             | 57   | 杜滿萊   | 8    | 16   | 13   | 2:25.8   | 迷人景致           |
| 25/12/2011 | 日本     | 中山 | 草2500   | GI     | 有馬紀念           | 57   | 杜滿萊   | 2    | 13   | 8    | 2:36.5   | 黃金巨匠           |

## 退役後
退役後，比薩勝駒成爲了配種馬，於北海道安平町社台Stallion Station休養，在2012年進行配種，配種費爲350萬日圓。首批子嗣於2013年出生。首批子嗣可於2015年出賽。2016年4月10日，Jeweler於櫻花賞取勝，成爲首匹勝出分級賽及一級賽的比薩勝駒子嗣。
2017年12月3日被轉移至北海道日高町育馬者Stallion Station繼續進行配種工作。
2020年12月22日被轉移至土耳其繼續作配種馬之用，而土耳其賽馬會官方網頁亦發佈了相關訊息。

### 主要子嗣

#### 一級賽優勝子嗣
粗體字為一級賽
2013年生
- Jeweler（櫻花賞）

#### 分級賽事優勝子嗣
2014年生
- Kosoku Straight（獵鷹錦標）
- Warring States（ 拜仁經典錦標）
- Missing Link（TCK女王盃）

2015年生
- 橙紅色（府中牝馬錦標）

2016年生
- 勝券天女（花仙錦標）
- Breaking Dawn（日經電台盃）
- 赤風女俠（皇后錦標）

2018年生
- 長跑長有（小倉大賞典、讀賣盃）
- 淺間發威（聖烈特紀念）

## 血統簡介
父系新宇宙爲日本賽駒，生涯戰績優秀，曾於2003年奪得皋月賞及日本打吡冠軍，退役後配種成績亦不俗。祖父週日寧靜是美國三冠賽雙冠馬，退役後在日本配種，在日本馬壇相當成功，贏得多項分級賽事，其子嗣贏得巨額獎金。
母系Whitewater Affair爲英國賽駒，生涯戰績不俗，曾勝出二級賽普望錦標，亦於一級賽約克郡橡樹大賽及愛爾蘭聖烈治錦標分別跑獲亞軍及季軍。外祖父Machiavellian爲美國生產的法國賽駒，生涯戰績優秀，曾勝出莫尼大賽及撒拉曼德大賽兩項一級賽。

### 血統表
| 父線：週日寧靜系（Halo系）                |                               |               |                    |
| 種馬 新宇宙 2000年（棗色）                | 週日寧靜 1986年（棕色）       | Halo          | Hail to Reason     |
| 種馬 新宇宙 2000年（棗色）                | 週日寧靜 1986年（棕色）       | Halo          | Cosmah             |
| 種馬 新宇宙 2000年（棗色）                | 週日寧靜 1986年（棕色）       | Wishing Well  | Understanding      |
| 種馬 新宇宙 2000年（棗色）                | 週日寧靜 1986年（棕色）       | Wishing Well  | Mountain Flower    |
| 種馬 新宇宙 2000年（棗色）                | Pointed Path 1984年（栗色）   | 基斯          | Sharpen Up         |
| 種馬 新宇宙 2000年（棗色）                | Pointed Path 1984年（栗色）   | 基斯          | Doubly Sure        |
| 種馬 新宇宙 2000年（棗色）                | Pointed Path 1984年（栗色）   | Silken Way    | Shantung           |
| 種馬 新宇宙 2000年（棗色）                | Pointed Path 1984年（栗色）   | Silken Way    | Boulevard          |
| 繁殖雌馬 Whitewater Affair 1993年（栗色） | Machiavellian 1987年（棗色）  | 淘金者        | Raise A Native     |
| 繁殖雌馬 Whitewater Affair 1993年（栗色） | Machiavellian 1987年（棗色）  | 淘金者        | Gold Digger        |
| 繁殖雌馬 Whitewater Affair 1993年（栗色） | Machiavellian 1987年（棗色）  | Coup de Folie | Halo               |
| 繁殖雌馬 Whitewater Affair 1993年（栗色） | Machiavellian 1987年（棗色）  | Coup de Folie | Raise the Standard |
| 繁殖雌馬 Whitewater Affair 1993年（栗色） | Much too Risky 1982年（栗色） | Bustino       | Busted             |
| 繁殖雌馬 Whitewater Affair 1993年（栗色） | Much too Risky 1982年（栗色） | Bustino       | Ship Yard          |
| 繁殖雌馬 Whitewater Affair 1993年（栗色） | Much too Risky 1982年（栗色） | Short Rations | Lorenzaccio        |
| 繁殖雌馬 Whitewater Affair 1993年（栗色） | Much too Risky 1982年（栗色） | Short Rations | Short Commons      |
| 雌系：號族：8-d                           |                               |               |                    |
| 五代內近親交配：Halo 3×4                  |                               |               |                    |

## 命名由來
名字中，Victoire（ヴィクトワール）出自法國聖維克多山，於法語中有勝利之意思，香港則翻譯為「勝駒」，Pisa（ピサ）為馬主市川義美之冠名，出自其所經營的珠寶公司Pisa Daimond，香港則取音譯翻譯為「比薩」。

## 外部連結
- 比薩勝駒 netkeiba.com （页面存档备份，存于）
- 血統表 （页面存档备份，存于）